# Verstimmung (Physik)

Verstimmung

Als Verstimmung (engl. Detuning) {\displaystyle \delta } wird in der Laserspektroskopie ein Zustand eines Lasers gegenüber den zu vermessenden Teilchen (Atome, Ionen oder Moleküle) bezeichnet, bei dem die Frequenz des Laserlichts nicht resonant mit einem atomaren Übergang zweier Energieniveaus der Teilchen ist. Umgangssprachlich heißt dieser Zustand „Der Laser ist verstimmt“.
Mathematisch wird die Verstimmung über die Differenz der beiden Kreisfrequenzen definiert:
{\displaystyle \delta =\omega _{L}-\omega _{A}={\frac {E_{L}-\Delta E}{\hbar }}}
wobei
- {\displaystyle \omega _{A}} die Kreisfrequenz des atomaren Übergangs ist
- {\displaystyle \omega _{L}} die Kreisfrequenz des Laserlichts
- {\displaystyle \Delta E} die Energiedifferenz der beiden Energieniveaus
- {\displaystyle E_{L}} die Energie eines Photons des Lasers
- {\displaystyle \hbar } die reduzierte Planck-Konstante.

Dabei müssen drei Fälle unterschieden werden:
- {\displaystyle \delta <0} – Rotverstimmung
- {\displaystyle \delta =0} – Resonanz, keine Verstimmung
- {\displaystyle \delta >0} – Blauverstimmung

Die Namen Rot- und Blauverstimmung sind aus dem elektromagnetischen Spektrum abgeleitet. Rotes Licht hat eine kleinere Frequenz als blaues Licht. Dies bedeutet jedoch nicht, dass verstimmtes Laserlicht eine dieser Farben besitzt, sondern gibt lediglich an, in welche Richtung des Spektrums die Frequenz des Lichts verschoben ist.
Die Verstimmung hat unter anderem großen Einfluss auf Rabi-Oszillationen. Sie spielt auch bei Laserkühlung eine Rolle.

## Weiterführendes
Die Verstimmung ist ein wichtiges Element moderner spektroskopischer Methoden und wird daher in vielen Lehrbüchern bei den entsprechenden Anwendungsfeldern behandelt.
- Wolfgang Demtröder: Laserspektroskopie. 5. Auflage. Springer, Kaiserslautern 2007, ISBN 978-3-540-33792-8.